# Acordo de Uagadugu (2007)
O Acordo de Uagadugu foi assinado em 4 de março de 2007 pelo então presidente da Costa do Marfim Laurent Gbagbo, pelo líder das Forças Novas Guillaume Soro e pelo presidente burquinense Blaise Compaoré com o objetivo de trazer a paz à Costa do Marfim e reunificar o país. Foi seguido por quatro acordos complementares.
O presidente Gbagbo propôs uma discussão direta com as Forces Nouvelles para resolver a crise após os fracassos dos processos de paz anteriores, favorecendo um diálogo inter-marfinense em detrimento das mediações internacionais que não conseguiram trazer a paz. De 5 de fevereiro a 3 de março de 2007, as reuniões das delegações dos diferentes partidos ocorreram em Uagadugu (Burquina Fasso). Um acordo político foi assinado em 4 de março por Gbagbo, Soro e Compaoré, o último como facilitador.
Este acordo tratou do processo eleitoral, do desarmamento e da reunificação do país.
Como resultado deste acordo, o presidente Gbagbo nomeou Soro como primeiro-ministro em 29 de março e assinou uma anistia em 12 de abril.